# افتخارات تیم ملی فوتبال ایران
پیشینهٔ افتخارات تیم ملی فوتبال ایران در جام جهانی فوتبال، جام ملت‌های آسیا، بازی‌های المپیک تابستانی، بازی‌های آسیایی، مسابقات غرب آسیا، بازی‌های غرب آسیا، جام اکو به تفکیک فهرست شده‌
 تیم ملی کشور ایران  توانسته شش بار به جام جهانی صعود کند که شامل جام جهانی ۱۹۷۸ آرژانتین ، جام جهانی ۱۹۹۸ فرانسه ، جام جهانی ۲۰۰۶ آلمان ، جام جهانی ۲۰۱۴ برزیل ، جام جهانی ۲۰۱۸ روسیه و جام جهانی ۲۰۲۲ قطر می باشد. کارلوس کیروش  به عنوان مربی با تیم ملی ایران ۳بار در جام جهانی حضور داشته است.
تیم ملی فوتبال ایران با سرمربیگری دراگان اسکوچیچ و با پیروزی ۱ بر ۰ مقابل امارات سریعترین صعود تاریخ خودش را در جام جهانی ۲۰۲۲  به ثبت رساند. بعد از این اتفاق کیروش جانشین او در تیم ملی شد
 تیم ملی کشورمان ایران  تاکنون سه بار قهرمان جام ملت‌های آسیا شده . این قهرمانی‌ها در جام ملت‌های آسیا ۱۹۶۸ ایران، جام ملت‌های آسیا ۱۹۷۲ تایلند و جام ملت‌های آسیا ۱۹۷۶ ایران به دست آمده و ایران تنها کشوری است که تاکنون سه بار پیاپی قهرمان جام ملت‌های آسیا شده است. پرویز قلیچ خانی تنها ملی پوش کشورمان است که در هر سه دوره در ترکیب تیم ملی حضوری داشته است و  علی دایی  با ۱۴ گل زده در مجموع رکورد دار گلزنی در این تورنمنت مهم آسیا می باشد. منصور رشیدی  دروازه بان تیم ملی در جام ملت های آسیا ۱۹۷۶ موفق شد در تمامی بازی ها کیلین شیت  بکند و هیچ گلی دریافت نکند و همراه با تیم قهرمان این مسابقات شود که تا به امروز این رکورد در آسیا نزد وی باشد و تنها دروازه‌بانی در آسیا باشد که توانست در تمامی بازی دروازه اش را بسته نگهدارد و سپس قهرمان مسابقات شود.
 تیم ملی کشورمان ایران  تاکنون سه در بازی‌های آسیایی به مدال طلا رسیده است  که این قهرمانی‌ها در بازی‌های آسیایی ۱۹۷۴ تهران،  بازی‌های آسیایی ۱۹۹۰ پکن و بازی‌های آسیایی ۱۹۹۸ بانکوک به دست آمده است.  از سال ۲۰۰۲ به بعد طبق دستوری که آمد تیم های ملی امید هر کشوری در این مسابقات شرکت می‌کنند و هر کدام فقط میتوانند سه بازیکن بالای ۲۳ سال داشته باشند. 
تیم ملی فوتبال ایران چهار بار قهرمان مسابقات فوتبال غرب آسیا شده است که در این زمینه رکورد دار است و این قهرمانی ها در مسابقات فوتبال غرب آسیا ۲۰۰۰ ، مسابقات فوتبال غرب آسیا ۲۰۰۴ ، مسابقات فوتبال غرب آسیا ۲۰۰۷ و مسابقات فوتبال غرب آسیا ۲۰۰۸ بدست آمده است.  و در تاریخ ۳۰ ژئون سال ۲۰۲۳ ساعت ۲۰:۳۰ در مسابقات کافا(آسیامرکزی)در ورزشگاه ملی تاشکند ایران در مقابل ازبکستان  قهرمان مسابقات  کافا شد
  حسن روشن  تنها ملی پوش کشورمان است که موفق شده است در  جام جهانی ،  المپیک ،  جام ملت‌های آسیا  و  بازی‌های آسیایی  گلزنی کند.

پرویز قلیچ‌خانی تنها ملی پوش آسیایی است که سه قهرمانی در جام ملت ها اسیا را همراه تیم ملی ایران تجربه کرده است.

## مسابقات رسمی

حسن حبیبی کاپیتان ایران و سایر بازیکنان تیم ملی در جشن قهرمانی تیم ملی فوتبال ایران در جام ملت‌های آسیا ۱۹۶۸

### قاره‌ای
- جام ملت‌های آسیا
  - قهرمان: ۱۹۶۸، ۱۹۷۲، ۱۹۷۶
  - مقام سوم:۱۹۸۰، ۱۹۸۸، ۱۹۹۶، ۲۰۰۴ ، ۲۰۱۹،۲۰۲۳
- بازی‌های آسیایی †
  -  مدال طلا: ۱۹۷۴، ۱۹۹۰، ۱۹۹۸، ۲۰۰۲(با تیم امید)
  -  مدال نقره: ۱۹۵۱، ۱۹۶۶

### منطقه‌ای
- قهرمانی فوتبال غرب آسیا
  - قهرمان: ۲۰۰۰، ۲۰۰۴، ۲۰۰۷ †، ۲۰۰۸
  - نایب قهرمان: ۲۰۱۰
  - مقام سوم: ۲۰۰۲

- مسابقات قهرمانی فوتبال آسیای مرکزی
  - قهرمان:۲۰۲۳

### بین‌قاره‌ای
- جام ملت‌های آفریقا–آسیا:[۱]
  - نایب قهرمان: ۱۹۹۱
- چلنج کاپ آسیا–اقیانوسیه:[۲]
  - قهرمان: ۲۰۰۳

## مسابقات دوستانه
- جام عمران منطقه‌ای:[۳]
  - قهرمان: ۱۹۶۵، ۱۹۷۰،، ۱۹۹۳
  - نایب قهرمان: ۱۹۶۷، ۱۹۶۹

- جام اکو:[۴]
  - قهرمان: ۱۹۹۳

- مسابقات بین‌المللی کوروش:[۵]
  - قهرمان: ۱۹۷۱

- جام ایران:[۶]
  - قهرمان: ۱۹۷۴

- جام قاعد اعظم:[۷]
  - قهرمان: ۱۹۸۲

- جام ال‌جی:[۸]
  - قهرمانی: ۲۰۰۱، ۲۰۰۲، ۲۰۰۲، ۲۰۰۶
  - سوم: ۱۹۹۸،۲۰۰۰